# Dan Lannerö
Dan Erik Lannerö, född 11 maj 1949, socionom. Är VD för Upsala Nya Tidning sedan 2002. Har tidigare arbetat på Dagens Nyheter och Eskilstuna-Kuriren.
Dan Lannerö valdes 9 mars 2009 till ny ordförande i koncernstyrelsen för Berling Media AB. I koncernen ingår bland annat Gothia Förlag, Gleerups, Verbum Förlag och Berling Press. 